# Histeromerus mystacinus
Histeromerus mystacinus är en stekelart som beskrevs av Wesmael 1838. Histeromerus mystacinus ingår i släktet Histeromerus och familjen bracksteklar. Enligt den finländska rödlistan är arten sårbar i Finland. Arten är reproducerande i Sverige. Artens livsmiljö är naturlundskogar. Inga underarter finns listade i Catalogue of Life.